# 龍圃花園
龍圃花園（英語：Hong Kong Dragon Garden），或稱龍圃別墅，簡稱龍圃，是位於香港一座具有特色及歷史價值的私人大宅，位於新界深井青龍頭，建於1940年代，佔地約8.5公頃。
大宅由有「西餅皇后」之稱的李曾超羣的已故家翁李耀祥博士所建造，為慶祝李耀祥夫婦結婚50週年紀念，特意遞請首名於美國賓夕凡尼亞大學留學的華人建築師朱彬設計。建築糅合中西文化的特色，並有依山而建的亭台樓閣，構成一個獨特的園景。景致方面，大宅可遠眺龍鼓水道及青馬大橋的景色。
1960年代至1980年代，龍圃曾長期向公眾和遊客開放。而1974年占士邦電影《鐵金剛大戰金槍客》，以及李小龍電影《龍爭虎鬥》都是在此取景。
2006年，李耀祥部份後人打算將大宅售予地產發展商重建，惹來公眾關注，最後放棄這個計劃。
龍圃花園於2006年被古物古蹟辦事處列為二級歷史建築，並於2011年10月24日確定評級。龍圃花園在2016年至2021年4月，由基督教院校恩光書院管理並作為其郊區校園。

## 外部連結
- 龍圃的網頁（由李康意主理）
- 恩光書院校舍 （页面存档备份，存于）